# Handball en France
Le handball en France est le deuxième sport collectif du pays en nombre de licenciés (549 295 en 2017) derrière le football. C'est le sport collectif pour lequel la France est la plus titrée, avec six couronnes mondiales, quatre européennes et trois titres olympiques pour les hommes ; deux titres mondiaux, un européen et une médaille d'or olympique pour les dames. Ces résultats sont en partie dus à la place importante du handball en France au regard d'un développement plus faible de la discipline en dehors du continent européen. 
Lors de l'organisation par la France du Championnat du monde 2017 dont elle sortira vainqueur, un double record d'affluence pour un match de handball en France et dans un tournoi international a eu lieu avec 28 010 spectateurs réunis pour 2 matchs de l'équipe de France au Stade Pierre-Mauroy de Lille. En 2017, la France est championne du monde chez les hommes comme chez les dames, un exploit seulement réalisé par la Roumanie en 1962 et par l'Union soviétique en 1982 et une première pour un sport collectif en France. En août 2021, les deux équipes sont sacrées championnes olympiques à 24 heures d'écart aux Jeux de Tokyo 2020. C'est la troisième fois après l'URSS en 1976 puis la Yougoslavie en 1984 que les deux sélections d'un même pays réalisent le doublé lors d'une olympiade.

## Organisation
Le handball est géré en France par la Fédération française de handball fondée le 1er septembre 1941.
Fondée le 24 mai 2004, la Ligue nationale de handball gère sous le contrôle de la fédération les championnats masculins de Division 1 et de Division 2. La Ligue féminine de handball, organe de la FFHB, prend en charge la Division 1 féminine depuis 2008.
Les équipes de France masculine et féminine représentent la France dans les compétitions internationales.
Au niveau des clubs, le championnat de France se tient depuis 1952. Aujourd'hui, les principales compétitions masculines sont la Division 1, la Division 2, la Coupe de France et la Coupe de la Ligue.
Côté féminin, la principale compétition est la Division 1 féminine.

La fédération a créé des pôles espoirs dans le but de former des joueurs de haut niveau depuis les années 1960 et les clubs adoptent depuis quelques années un système de centres de formation. Il existe également un championnat national des jeunes de moins de 18 ans. 

## Hiérarchie des clubs
| Niveau | Division               | Poules | Nombre d'équipes | Nombre d'équipes |
| Niveau | Division               | Poules | Par poule        | Total            |
| ------ | ---------------------- | ------ | ---------------- | ---------------- |
| 1      | Division 1 (Starligue) | 1      | 16 équipes       | 16 équipes       |
| 2      | Division 2 (Proligue)  | 1      | 16 équipes       | 16 équipes       |
| 3      | Nationale 1            | 5      | 12 équipes       | 60 équipes       |
| 4      | Nationale 2            | 6      | 12 équipes       | 72 équipes       |
| 5      | Nationale 3            | 8      | 12 équipes       | 96 équipes       |

Au niveau régional, on trouve ensuite la Pré-nationale puis l'Excellence et enfin l'Honneur. Au niveau départemental, cela varie selon les ligues et comités.
| Niveau | Division         | Poules | Nombre d'équipes | Nombre d'équipes |
| Niveau | Division         | Poules | Par poule        | Total            |
| ------ | ---------------- | ------ | ---------------- | ---------------- |
| 1      | Division 1 (LFH) | 1      | 14 équipes       | 14 équipes       |
| 2      | Division 2       | 1      | 14 équipes       | 14 équipes       |
| 3      | Nationale 1      | 4      | 14 équipes       | 56 équipes       |
| 4      | Nationale 2      | 8      | 12 équipes       | 96 équipes       |

Au niveau régional, on trouve ensuite la Nationale 3, la Pré-nationale puis l'Excellence. Au niveau départemental, cela varie selon les ligues et comités.

## Histoire
Le handball d'origine allemande est importé en Lorraine et Alsace dès les années 1930. Il est très peu pratiqué avant la Seconde Guerre mondiale en France, mais en mars 1941, il est devenu une matière obligatoire dans toutes les écoles puis en septembre 1941, une fédération française autonome est mise en place avec l'aide du régime de Vichy,. Si la fédération est interdite et dissoute fin 1944 au titre de l'Ordonnance d'Alger du 2 octobre 1943 (Statut des groupements sportifs et de jeunesse, Journal officiel de la République française du 7 octobre 1943), elle continue malgré tout de fonctionner et fait d'ailleurs partie en juillet 1946 des membres fondateurs de la Fédération internationale de handball (IHF). Après l'adoption à l'unanimité du statut de la Fédération à l'occasion de l'Assemblée générale du 22 mai 1952, le Journal officiel du 11 juillet 1952 officialise enfin Fédération française de handball.
La France devient à l'occasion des Jeux de Tokyo 2020 la seconde nation après le Danemark en 2019, à avoir ses deux sélections (masculine et féminine) vainqueurs de tous les titres majeurs existants. Le handball devient également le premier sport collectif français à avoir ses deux sélections championnes olympiques.

## Compétitions internationales organisées
La France a accueilli plusieurs compétitions internationales :
| Compétitions masculines - Championnat du monde à onze 1948 - Championnat du monde 1970 - Championnat du monde B 1981 - Championnat du monde B 1989 - Championnat du monde 2001 - Championnat du monde 2017 - Jeux olympiques 2024 | Compétitions féminines - Championnat du monde espoir 1983 - Championnat du monde C 1988 - Championnat du monde junior 1991 - Championnat du monde 2007 - Championnat d'Europe 2018 - Jeux olympiques 2024 |

## Nombre de licenciés en France

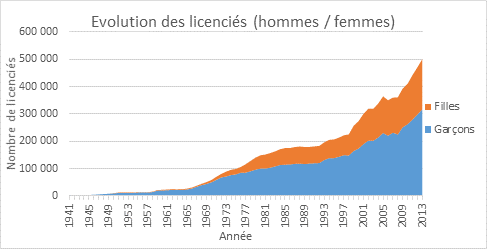
Handball en France : évolution du nombre de licenciés entre 1941 et 2013.

Alors qu'elle ne compte en 1949 que 8 567 licenciés (uniquement hommes), la Fédération française de handball passe la barre des 100 000 licenciés en 1976, des 200 000 licenciés en 1994 (peu après le début du professionnalisme et des premiers résultats internationaux du handball français), des 300 000 licenciés en 2001, des 400 000 licenciés en 2010 et des 500 000 licenciés seulement 3 ans plus tard, profitant notamment des excellents résultats de l'équipe de France masculine.
En revanche, si le nombre de clubs affiliés augmente progressivement pour atteindre 2 582 clubs en 1986, ce nombre diminue ensuite jusqu'à 2 274 clubs en 1993 avant de se stabiliser autour 2 400 clubs.

## Palmarès des équipes de France

### Équipe de France masculine

#### Palmarès
| Jeux olympiques - (2008, 2012, 2020) - (2016) - (1992) | Championnat du monde* - (1995, 2001, 2009, 2011, 2015, 2017) - (1993, 2023) - (1997, 2003, 2005, 2019) | Championnat d'Europe - (2006, 2010, 2014, 2024) - (2008, 2018) | Jeux méditerranéens - (1987, 1993, 2009) - (2001) |

(*) Record

### Équipe de France féminine
Le 8 août 2021, l'équipe de France devient la première sélection féminine française de sport collectif championne olympique (la 6e au total). Elle devient également la quatrième sélection après la Corée du Sud (en 1995), le Danemark (en 1997) et la Norvège (en 2008) à avoir remporté les trois trophées majeurs.
| Jeux olympiques - (2020) - (2016, 2024) (*) Record |  | Championnat du monde - (2003, 2017, 2023) - (1999, 2009, 2011, 2021) | Championnat d'Europe - (2018) - (2020) - (2002, 2006, 2016) | Jeux méditerranéens* - (1997, 2001, 2009) - (1987, 1991, 1993) |

## Palmarès des clubs français masculins

### Coupes d'Europe
|    | Appellations                                      | Vainqueur (3)                     | Finaliste (11)                                                                               | Troisième ou demi-finaliste (18) |
| -- | ------------------------------------------------- | --------------------------------- | -------------------------------------------------------------------------------------------- | --- |
| C1 | Coupe des clubs champions Ligue des champions (2) | Montpellier Handball (2003, 2018) | Paris Saint-Germain (2017) HBC Nantes (2018)                                                 | Paris UC (1957, 1960) US Créteil (1990) Vénissieux handball (1993) USAM Nîmes 30 (1994) Montpellier Handball (2005) Paris SG (2016, 2018, 2020, 2021) |
| C2 | Coupe des vainqueurs de coupe (1)                 | OM Vitrolles (1993)               | US Créteil (1989 OM Vitrolles (1994) Tremblay-en-France (2011)                               | ASPTT Metz (1978) US Ivry (1997) |
| C3 | Coupe de l'IHF Coupe de l'EHF Ligue européenne    | néant                             | Dunkerque HGL (2012) HBC Nantes (2013, 2016) Montpellier AHB (2014) Saint-Raphaël VHB (2018) | US Créteil (2006) Chambéry Savoie HB (2016) Saint-Raphaël VHB (2017)                                                                                  |
| C4 | Coupe des Villes Coupe Challenge Coupe européenne | néant                             | Dunkerque HGL (2004)                                                                         | PSG-Asnières (1994) US Ivry (2002) US Créteil (2003)                                                                                                  |

### Compétitions nationales
| Rang  | Club                        | Titres | Années victorieuses                                                                  |
| ----- | --------------------------- | ------ | ------------------------------------------------------------------------------------ |
| 1     | Montpellier Handball        | 14     | 1995, 1998, 1999, 2000, 2002, 2003, 2004, 2005, 2006, 2008, 2009, 2010, 2011 et 2012 |
| 2     | Paris Saint-Germain T       | 12     | 2013, 2015, 2016, 2017, 2018, 2019, 2020, 2021, 2022, 2023, 2024 et 2025             |
| 3     | Union sportive d'Ivry       | 8      | 1963, 1964, 1966, 1970, 1971, 1983, 1997 et 2007                                     |
| 4     | Stella Sports Saint-Maur    | 6      | 1968, 1972, 1976, 1978, 1979 et 1980                                                 |
| 5     | Stade Marseillais UC        | 5      | 1965, 1967, 1969, 1975 et 1984                                                       |
| 5     | USM Gagny                   | 5      | 1981, 1982, 1985, 1986 et 1987                                                       |
| 7     | Paris UC                    | 4      | 1956, 1959, 1962 et 1974                                                             |
| 7     | USAM Nîmes Gard             | 4      | 1988, 1990, 1991 et 1993                                                             |
| 9     | ASP Police Paris            | 2      | 1954 et 1955                                                                         |
| 9     | ASPOM Bordeaux              | 2      | 1957 et 1958                                                                         |
| 9     | OM Vitrolles                | 2      | 1994 et 1996                                                                         |
| 12    | Villemomble Sport           | 1      | 1953                                                                                 |
| 12    | AS Mulhouse                 | 1      | 1960                                                                                 |
| 12    | Bataillon de Joinville      | 1      | 1961                                                                                 |
| 12    | Cercle Sportif Laïc Dijon   | 1      | 1973                                                                                 |
| 12    | Racing Club de Strasbourg   | 1      | 1977                                                                                 |
| 12    | Union sportive de Créteil   | 1      | 1989                                                                                 |
| 12    | Vénissieux HB 85            | 1      | 1992                                                                                 |
| 12    | Stade olympique de Chambéry | 1      | 2001                                                                                 |
| 12    | Dunkerque HGL               | 1      | 2014                                                                                 |
| Total | Total                       | 73     | 1953-2025                                                                            |

Pour les jeunes, il existe aussi une compétition spécifique, les Interligues handball. Se déclinant en interligues masculins pour les jeunes hommes (et interligues féminins pour les jeunes femmes), les interligues masculins sont organisés par la Fédération française de handball et permettent aux jeunes hommes de moins de 15 ans de toute la France de s'affronter. Les équipes de ligue sont des sélections représentant une région.

## Palmarès des clubs français féminins

### Coupes d'Europe
|    | Appellations                                          | Vainqueur (7)                                                                            | Finaliste (7)                                          | Demi-finaliste (au moins 15)                                                                                       |
| -- | ----------------------------------------------------- | ---------------------------------------------------------------------------------------- | ------------------------------------------------------ | --- |
| C1 | Coupe des clubs champions Ligue des champions         | néant                                                                                    | Brest Bretagne Handball (2021)                         | Metz Handball (2022)                                                                                               |
| C2 | Coupe des vainqueurs de coupe (1)                     | ES Besançon (2003)                                                                       | Issy Paris Hand (2013) CJF Fleury Loiret (2015)        | Metz Handball (1999, 2004, 2010 et 2011) ES Besançon (2001) Issy Paris Hand (2016) ...                             |
| C3 | Coupe de l'IHF Coupe de l'EHF Ligue européenne (1)    | Nantes Atlantique Handball (2021)                                                        | Cercle Dijon Bourgogne (1993) Metz Handball (2013)     | Cercle Dijon Bourgogne (1994) Le Havre AC (2010) ...                                                               |
| C4 | Coupe des Villes Coupe Challenge (5) Coupe européenne | HBC Nîmes (2001, 2009) Mios-Biganos (2011) Le Havre AC (2012) Mios Biganos-Bègles (2015) | Cercle Dijon Bourgogne (2005) Mérignac Handball (2008) | ES Besançon (1996) Mérignac Handball (2006) HBC Nîmes (1999, 2011) CJF Fleury Loiret (2012) Le Havre AC (2015) ... |

### Compétitions nationales
| Rang  | Club                               | Titres | Années victorieuses |
| ----- | ---------------------------------- | ------ | --- |
| 1     | Metz Handball                      | 27     | 1989, 1990, 1993, 1994, 1995, 1996, 1997, 1999, 2000, 2002, 2004, 2005, 2006, 2007, 2008, 2009, 2011, 2013, 2014, 2016, 2017, 2018, 2019, 2022, 2023 et 2024, 2025 |
| 2     | US Ivry                            | 9      | 1958, 1959, 1960, 1963, 1964, 1969, 1970, 1974 et 1977 |
| 3     | Paris UC                           | 5      | 1975, 1976, 1978, 1980 et 1981 |
| 4     | ES Colombes                        | 4      | 1957, 1965, 1966 et 1968 |
| 4     | USM Gagny                          | 4      | 1985, 1987, 1991 et 1992 |
| 4     | ES Besançon                        | 4      | 1988, 1998, 2001 et 2003 |
| 6     | École Simon-Siégel                 | 3      | 1952, 1953 et 1954 |
| 6     | Bordeaux EC                        | 3      | 1955, 1962 et 1983 |
| 6     | Stade français Issy-les-Moulineaux | 3      | 1956, 1984 et 1986 |
| 10    | Brest Bretagne Handball            | 2      | 2012 et 2021 |
| 11    | Stade Nantais UC                   | 1      | 1961 |
| 11    | Stade Marseillais UC               | 1      | 1967 |
| 11    | Stella Saint-Maur                  | 1      | 1971 |
| 11    | Stade Pessacais UC                 | 1      | 1972 |
| 11    | ASUL Vaulx-en-Velin                | 1      | 1973 |
| 11    | Troyes OS                          | 1      | 1979 |
| 11    | US Dunkerque                       | 1      | 1982 |
| 11    | Toulon Saint-Cyr Var HB            | 1      | 2010 |
| 11    | CJF Fleury Loiret Handball         | 1      | 2015 |
| -     | non décerné                        | 1      | 2020 |
| Total | Total                              | 74     | 1951-2025 |

Légende :  10 titres remportés ; T : tenant du titre
1. ↑  En tant que CSA Molière

Pour les jeunes, il existe aussi une compétition spécifique, les Interligues handball. Se déclinant pour les équipes féminines en interligues féminins, les interligues féminins sont organisés par la Fédération française de handball et permettent aux jeunes femmes de moins de 15 ans de toute la France de s'affronter. Les équipes de ligue sont des sélections représentant une région.

## Infrastructures
Les principales structures accueillant du handball en France sont :
| Lieu                  | Salle                            | Capacité théorique | Club ou équipe concernée            |
| --------------------- | -------------------------------- | ------------------ | ----------------------------------- |
| Aix-en-Provence       | Aréna du Pays d'Aix              | 6 900              | Pays d'Aix UCH                      |
| Belfort               | Le Phare                         | 1 500              | Belfort AUHB                        |
| Brest                 | Brest Arena                      | 4 077              | Brest Bretagne Handball             |
| Chambéry              | Le Phare - Grand Chambéry        | 4 500              | Chambéry Savoie Mont-Blanc Handball |
| Cherbourg-en-Cotentin | Complexe sportif de Chantereyne  | 2 467              | JS Cherbourg                        |
| Cesson-Sévigné        | Glaz Arena                       | 4 500              | Cesson Rennes Métropole Handball    |
| Créteil               | Palais des sports Robert-Oubron  | 2 500              | US Créteil HB                       |
| Dijon                 | Palais des sports J-M Geoffroy   | 4 000              | Dijon Métropole Handball            |
| Dunkerque             | Salle Dewerdt                    | 2 500              | Dunkerque HGL                       |
| Ivry-sur-Seine        | Gymnase Auguste-Delaune          | 1 500              | US Ivry HB                          |
| Lille                 | Stade Pierre-Mauroy              | 28 000             | aucune (Mondial 2017 et JO 2024)    |
| Metz                  | Palais omnisports Les Arènes     | 5 000              | Metz Handball                       |
| Montpellier           | Palais des sports René-Bougnol   | 3 000              | Montpellier Handball                |
| Montpellier           | Sud de France Arena              | 8 500              | Montpellier Handball (secondaire)   |
| Nantes                | Palais des sports de Beaulieu    | 5 450              | Handball Club de Nantes             |
| Nîmes                 | Le Parnasse                      | 4 191              | USAM Nîmes Gard                     |
| Paris                 | Stade Pierre-de-Coubertin        | 4 016              | Paris Saint-Germain                 |
| Paris                 | Halle Georges-Carpentier         | 4 272              | Paris Saint-Germain (secondaire)    |
| Paris                 | Palais omnisports de Paris-Bercy | 14 000             | Équipes de France                   |
| Rouen                 | Kindarena                        | 5 400              | Oissel Rouen Métropole Handball     |
| Saint-Raphaël         | Palais des sports J-F Krakowski  | 2 000              | Saint-Raphaël Var Handball          |
| Sélestat              | CSI Sélestat                     | 2 200              | Sélestat Alsace Handball            |
| Strasbourg            | Rhénus Sport                     | 5 500              | -                                   |
| Toulouse              | Palais des sports André-Brouat   | 3 751              | Fenix Toulouse Handball             |
| Tremblay-en-France    | Palais des sports                | 1 020              | Tremblay Handball                   |

## Médias
Les principaux médias français spécialisés sur le handball sont :
- BeIN Sports : principal diffuseur TV en France
- Hand Action : magazine mensuel en français
- HandNews.fr : site internet d'information
- Handzone.net : site internet d'information
- Hand-planet.com : site internet d'information